# Marlow Heights
Pour les articles homonymes, voir Marlow (homonymie).
Marlow Heights est une census-designated place située dans le comté du Prince George, dans l’État du Maryland, aux États-Unis. Lors du recensement de 2020, elle comptait 6 169 habitants.